# إحصاءات مرض شيكونغونيا

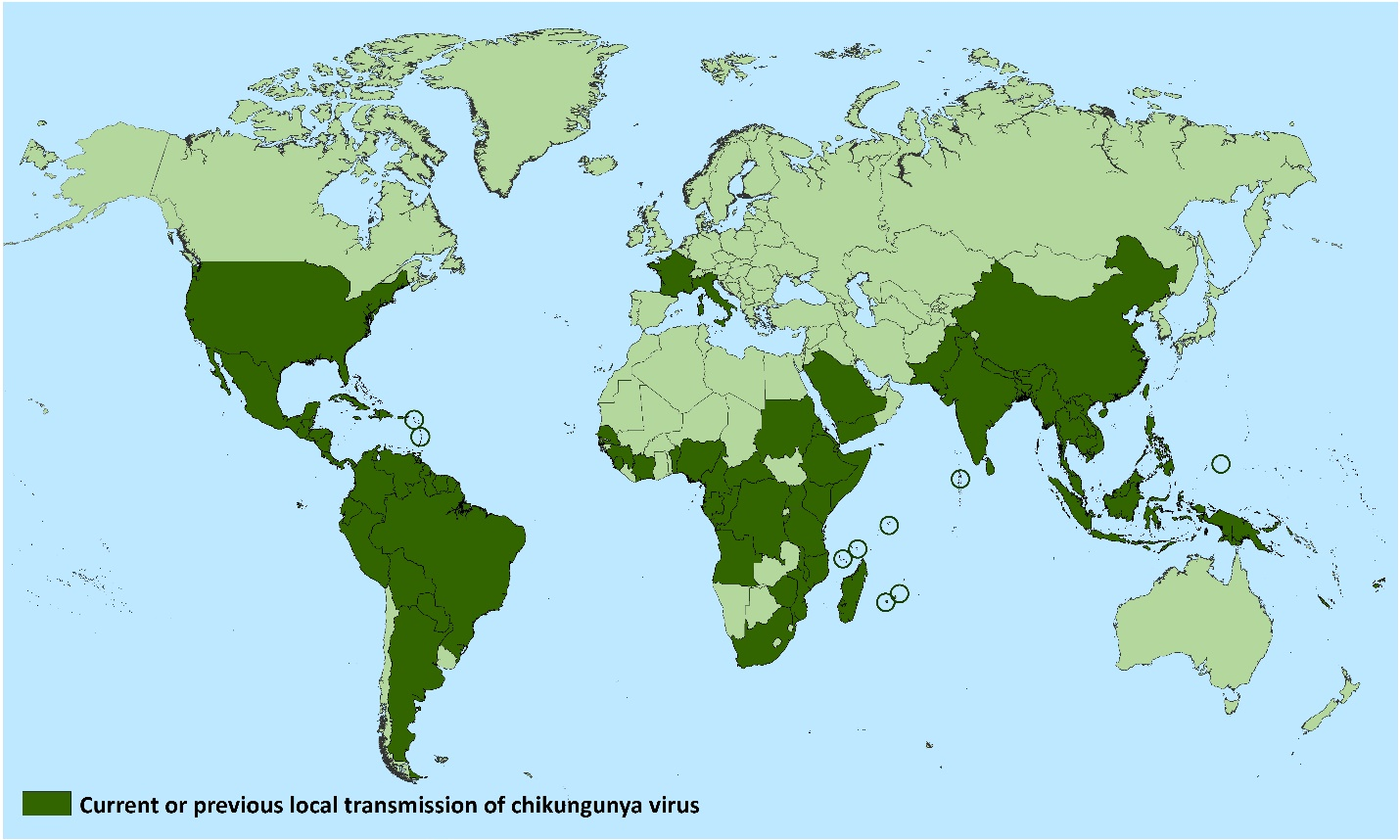
يشير اللون الأخضر الداكن إلى البلدان التي يوجد بها انتقال محلي حالي أو سابق لفيروس CHIKV، وفقًا لمراكز السيطرة على الأمراض والوقاية منها، سبتمبر 2019.

شيكونغونيا هو فيروس ألفا ينتقل عن طريق البعوض وتم عزله لأول مرة بعد تفشيه عام 1952 في تنزانيا الحديثة. 
إنتشر الفيروس في مناطق الغابات في أفريقيا جنوب الصحراء الكبرى في دورات تشمل مضيفين من الرئيسيات غير البشرية وناقلات البعوض الشجرية.  تشير الدراسات التطورية إلى أن دورة الانتقال الحضرية - انتقال مسببات الأمراض بين البشر والبعوض الموجود في البيئات الحضرية - تم تأسيسها في مناسبات متعددة من السلالات الموجودة في النصف الشرقي من أفريقيا في مضيفات الرئيسيات غير البشرية.  ربما بدأ هذا الظهور والانتشار خارج أفريقيا في وقت مبكر من القرن الثامن عشر. 
لا تشير البيانات المتاحة حاليًا إلى ما إذا كان إدخال حمى شيكونغونيا إلى آسيا قد حدث في القرن التاسع عشر أو في الآونة الأخيرة، ولكن هذه السلالة الآسيوية الوبائية تسبب تفشي المرض في الهند وتستمر في الانتشار في جنوب شرق آسيا. 
حدثت عدة حالات تفشي لمرض شيكونغونيا منذ عام 2005. ومع ذلك، وفقًا لأحدث البيانات المتاحة، لم تبلغ البلدان المتقدمة بعد عن حالة مؤكدة محلية للإصابة بمرض شيكونغونيا.  يشير تحليل الشفرة الوراثية لفيروس شيكونغونيا إلى أن زيادة شدة تفشي المرض في الفترة من 2005 إلى الوقت الحاضر قد تكون بسبب تغيير في التسلسل الجيني، مما يؤدي إلى تغيير بروتين الغلاف الفيروسي للفيروس، مما يسمح له بالتكاثر بسهولة أكبر في خلايا البعوض.  ويسمح هذا التغيير للفيروس باستخدام بعوض النمر الآسيوي ( نوع غازي ) كناقل بالإضافة إلى الناقل الرئيسي الاستوائي الأكثر صرامة، وهو بعوض الزاعجة المصرية . في يوليو 2006، قام فريق بتحليل الحمض النووي الريبي للفيروس وتحديد التغيرات الجينية التي حدثت في سلالات مختلفة من الفيروس وتحديد التسلسلات الجينية التي أدت إلى زيادة ضراوة السلالات الأخيرة.  فيروس الشيكونغونيا CHIKV هو فيروس صغير مغلف مما يجعله جزءًا من عائلة الفيروسات ألفا Togaviridae .  تعمل هذه الخاصية على تحسين قدرة الفيروسات على دخول الجسم والتأثير على الأشخاص الأكثر عرضة مثل الأفراد الذين تزيد أعمارهم عن 65 عامًا والأفراد الذين يعانون من حالات طبية أساسية. 
وُجِد ولسبب غير معروف أن الأفراد الذين تقل أعمارهم عن 30 عامًا لديهم وقت تعافي أسرع. 
في المتوسط، يكون معدل الوفيات بسبب تفشي مرض شيكونغونيا منخفضًا.  نظرًا لأنه مرض غير مميت بشكل عام، فإن معدلات الانتشار خلال معظم حالات تفشي المرض تكون أعلى من معدلات الإصابة.  في الآونة الأخيرة، تم اكتشاف أن ما يقرب من 39% من سكان العالم يقيمون في بيئات يتوطن فيها فيروس شيكونغونيا.  وقد أدت طفرات انتقال العدوى إلى زيادة حالات الوفاة في جميع أنحاء العالم إلى 350 شخصًا سنويًا اعتبارًا من أكتوبر 2023 إلى 87 حالة وفاة في عام 2022.  لقد قامت دراسات قليلة بالتحقيق بشكل شامل في المخاطر التي يتعرض لها الأشخاص الذين يعيشون في مناطق غير كافية طبياً، ولكن بعض الدراسات تشير إلى ارتفاع معدلات التأثيرات المزمنة.  وقد تساهم التحديات المتعلقة بالموظفين والتمويل في البلدان الأقل نمواً في عدم الإبلاغ عن الحالات.  تشير البيانات الحالية حول الأمراض المصاحبة لعدوى شيكونغونيا إلى أن الأفراد الذين يعانون من حالات شديدة من شيكونغونيا لديهم انتشار متزايد لأمراض القلب جنبًا إلى جنب مع مرض السكري وصعوبات الجهاز التنفسي.  باستثناء الربو، فإن خطر الإصابة بكل حالة متزامنة مع عدوى فيروس شيكونغونيا يزداد مع تقدم العمر.  في حين لا تزال الآثار طويلة الأمد بحاجة إلى التحقيق، في المتوسط، يعاني 40% من الأفراد المصابين بعدوى فيروس شيكونغونيا المتعددة من إعاقات مستمرة بعد 6 أشهر ويظل 28% من الأشخاص يعانون منها بعد 18 شهرًا.  تشير الدراسات الحديثة إلى وجود علاقة بين ارتفاع معدلات الإصابة بفيروس شيكونغونيا وعوامل الخطر بما في ذلك الأفراد الذين عانوا سابقًا من آلام وحالات مرتبطة بالمفاصل، وأولئك الذين تتراوح أعمارهم بين 45 عامًا وما فوق، والأفراد من الجنس الأنثوي. 

## 2005–06: ريونيون
وقد حدث أكبرُ تفشي لمرضٍ شيكونغونيا على الإطلاق في ذلك الوقت في جزيرةِ ريونيون في الحافةِ الغربية للمحيط الهندي من أواخرِ مارس/آذار 2005 إلى فبراير/شباط 2006. 
وصل مُعدلُ الإصابةٍ في ذروتهٍ إلى نحو 25 ألف حالة أسبوعيا أو 3500 حالة يوميا في أوائل عام 2006. وبعد ذُروة أولية في مايو/أيار 2005، انخفض مُعدل الإصابة وظل مستقراً طوال فصل الشتاء في نصفِ الكرة الأرضية، ثم ارتفع مرة أخرى في بدايةِ أكتوبر/تشرين الأول 2005. وبحلولِ منتصفِ شهر ديسمبر/كانون الأول، عندما تكون درجات الحرارة في الصيفِ في نصفِ الكرةِ الجنوبي مواتية لناقل البعوض، بدأ معدلُ الإصابةِ في الارتفاعِ بشكلِِ كبير خلال الشهرين الأولين من عامِ 2006.  وقد ظن البعضُ أن عدد الحالاتِ المبلغ عنها أقل من التقديراتِ الحقيقية. بلغت نسبةُ الوفيات بسببِ حمى شيكونغونيا أثناء تفشي المرض 1 لكل 1000. 
أرسلت الحكومة الفرنسية عدة مئات من الجنودِ للمساعدة في القضاءِ على البعوضِ. 
على الرغمِ من أن الحالات المؤكدة كانت أقل بكثير، إلا أن بعض التقديرات المستندة إلى استقراءاتِ من العددِ الذي اكتشفه الأطباء الحراس تشير إلى أن ما يصلُ إلى 110.000 من سكان ريونيون البالغ عددُهم 800.000 شخص ربما أصيبوا بالعدوى. 
تم تأكيدُ وجودٍ اثنتي عشرة حالة من حالاتِ التهاب السحايا والدماغ مُرتبطة بعدوى شيكونغونيا.  وأبلغت دُول أخرى في جنُوبِ غرب المحيط الهندي عن حالاتِِ أيضًا، بما في ذلك موريشيوس وسيشيل ،  وفي مدغشقر وجزر القمر ومايوت .

## 2006: الهند
تفشى المرض في الهند بصورة كبيرة في عام 2006. كانت الولايات المتضررة من الوباء أندرا پرديش وجزر أندامان ونيكوبار وتامل نادو كارناتاكا والمحاراشطرا (جوجرات) ومديا پرديش وكيرالا وديلي. تم الإبلاغ عن أول حالات من حيدرآباد وسيكوندراباد وكذلك من منطقة أننتبور في نوفمبر وديسمبر 2005 مع استمرار الاصابات. في حيدرآباد وحدها، كان المتوسط من الممارسين يرى ما بين 10 و 20 حالة يومياً. تم الإبلاغ عن بعض الوفيات ولكن كان يعتقد أن السبب الرئيسي هو استخدام المضادات الحيوية والقوائم المضادة للالتهابات غير المناسب. السبب الرئيسي للوفيات هو بسبب الجفاف الشديد، وعدم توازن الكتروليت وفقدان السيطرة على الجلسم. التعافي هو القاعدة باستثناء حوالي 3 إلى 5% من حالات التهاب المفاصل الممتد. وبما أن هذا الفيروس يمكن أن يسبب الورم الدموي، فإن استخدام غير عاقل لهذه الأدوية يمكن أن يسبّب التآكل في الأوسام المعدنية مما يؤدي إلى نزيف الدم في الجزء العلوي من المعدة العضلية (بسبب الورم الحيوي). أيضا استخدام الستيرويدات للسيطرة على الألم المفصل والالتهابات خطيرة وغير مبررة تماما. في المتوسط هناك حوالي 5300 حالة يتم علاجها كل يوم. هذا الرقم من القطاع العام فقط. الأرقام من القطاع الخاص مجتمعة ستكون أعلى بكثير.
كانت هناك تقارير عن انتشار هذا الفيروس على نطاق واسع في جنوب الهند. ومن المعروف أن ما لا يقل عن 80 ألف شخص في مقاطعات جولبارجا، وتومكور، وبيدار، ورايشور، وبيلاري، وتشيترادورجا، ودافاناجيري، وكولار، وبيجابور في ولاية كارناتاكا تأثروا بالفيضانات منذ ديسمبر/كانون الأول 2005. 
تم الإبلاغ عن تفشي منفصل لحمى شيكونغونيا في بلدة ماليجاون في منطقة ناسيك بولاية ماهاراشترا، في الأسبوعين الأولين من شهر مارس/آذار 2006، مما أسفر عن إصابة أكثر من 2000 حالة. وفي ولاية أوريسا، تم الإبلاغ عن ما لا يزيد عن 5000 حالة من الحمى مع آلام في العضلات والصداع في الفترة من 27 فبراير إلى 5 مارس 2006. 
وفي بنغالور ، عاصمة ولاية كارناتاكا (الهند)، بدا وكأن هناك تفشياً لمرض شيكونغونيا في مايو/أيار 2006 مع ظهور اعراض كآلام المفاصل والتهاب المفاصل والطفح الجلدي. كما هو الحال في ولاية أندرا براديش المجاورة. في الأسبوع الثالث من شهر مايو 2006، انتشر مرض شيكونغونيا في شمال كارناتاكا بشكل حاد. تأثرت جميع مناطق شمال كارناتاكا وخاصة جولبارجا، وكوبال، وبيلاري، وجاداج، ودارواد. لذا تم توجيه أهالي هذه المنطقة أن يكونوا على أهبة الاستعداد. يجب تجنب ركود المياه التي توفر بيئة خصبة لتكاثر الناقل ( Aedes aegypti ). أحدث تفش للمرض كان في ولاية تاميل نادو في الهند، حيث تم الإبلاغ عن 20 ألف حالة في يونيو/حزيران 2006. في السابق كان منتشرًا بشكل أساسي في ضواحي بنغالور، لكنه بدأ الآن ينتشر في المدينة أيضًا (تم التحديث في 30/06/2006). تأثر أكثر من 300 ألف شخص في كارناتاكا اعتبارًا من يوليو 2006. 
تم الإبلاغ في 29 يونيو 2006، تشيناي - عن ظهور حالات جديدة من هذا المرض في المستشفيات المحلية. وقد انعكس هذا التأثير بشكل كبير في مناطق جنوب ولاية تينيسي مثل كانياكوماري وتيرونلفلي. يتم تحذير سكان تشيناي من هذا المرض المؤلم.[بحاجة لمصدر]
يونيو/حزيران 2006 - تم تسجيل حالات الإصابة بمرض شيكونغونيا في جزر أندامان (الهند) للمرة الأولى تقريباً في شهر يونيو/حزيران 2006. في بداية شهر سبتمبر وصل عدد الحالات إلى الآلاف. وكما ورد في إحدى مجلات الأخبار المحلية، فقد وصلت حالة الوباء إلى جزر أندامان. وتبذل السلطات الصحية قصارى جهدها للتعامل مع الوضع. وقد تم ملاحظة حالات الانتكاس مع آلام شديدة وتورم في الأطراف السفلية والقيء والضعف العام.[بحاجة لمصدر]</link>
بداية من أغسطس 2006، أصيب ما يقرب من 100 ألف شخص في ولاية تاميل نادو. تشيناي ، عاصمة ولاية تاميل نادو، و هي واحدة من أكثر المناطق المتضررة.
في 24 أغسطس 2006، ذكرت صحيفة الهندوسية أن الولايات الهندية تاميل نادو، وكارناتاكا، وأندرا براديش، وماهاراشترا، وماديا براديش، وغوجارات ، وكيرالا قد أبلغت عن 1.1 مليون (11 مليون) حالة. إن ادعاء الحكومة بعدم وقوع وفيات أمر مثير للتساؤل. 

## 2007: إيطاليا
في سبتمبر/أيلول 2007، تم تأكيد وجود 130 حالة في مقاطعة رافينا، شمال إيطاليا، في البلدات المتجاورة كاستيجليوني دي سيرفيا وكاستيجليوني دي رافينا . توفي شخص واحد. وكان مصدر تفشي المرض هنديًا من ولاية كيرالا بالهند. 

## 2009: تايلاند
وبحلول نهاية سبتمبر/أيلول 2009، أعلنت وزارة الصحة التايلاندية عن أكثر من 42 ألف حالة خلال العام السابق في 50 مقاطعة في جنوب تايلاند، بما في ذلك مقصد بوكيت السياحي الشهير.  لقد مرت حوالي 14 عامًا منذ آخر ظهور للمرض.  في مايو 2009، أجرى المستشفى الإقليمي في مقاطعة ترانج عملية ولادة مبكرة لطفلة تبلغ من العمر 2.7 عامًا. كيلوغرام (6 أرطال) من طفل ذكر من أمه المصابة بمرض شيكونغونيا على أمل منع انتقال الفيروس من الأم إلى الجنين. وبعد إجراء عملية ولادة قيصرية ، اكتشف الأطباء أنه مصاب أيضًا بفيروس شيكونغونيا، ووضعوه تحت العناية المركزة . توفي الطفل بعد ستة أيام من إصابته بمضاعفات تنفسية، وربما كانت هذه هي الوفاة الوحيدة الناجمة عن تفشي المرض، ولكن ربما لم يكن سبب الوفاة هو حمى شيكونغونيا لأن الطفل وُلد قبل الأوان.  افترض الأطباء التايلانديون مبدئيًا أن فيروس شيكونغونيا قد ينتقل من الأم إلى جنينها . 

## 2011–15 جزر المحيط الهادئ
بدأ التفشي في جزر المحيط الهادئ في كاليدونيا الجديدة في عام 2011 ومنذ ذلك الحين ظهرت حالات في عدد من دول المحيط الهادي.  نصف سكان بولينيزيا الفرنسية اصيب بشيكونغنيا النموذج الجيني الآسيوي (130,000 حالة مع 14 قتيل) ، و توسع الانتشار لحوالي 35،000 حالة في ديسمبر 2014؛ وكانت أول حالة على الإطلاق في 2013.

## 2012: كمبوديا
انتشر المرض في كمبوديا حيث تم تأكيد وجود ما لا يقل عن 1500 حالة. المقاطعات التي تم تأكيد الإصابة بها هي: برياه فيهير، وباتامبانج، وكامبونج ثوم، وكامبونج تشنانج، وكاندال، وكامبونج سبيو، وتاكيو.  

## 2013–14: منطقة البحر الكاريبي
في ديسمبر 2013 ، تم التأكيد على أن الشيكونغونيا كانت تنتقل محليا في الأمريكتين لأول مرة في منطقة البحر الكاريبي الفرنسية التابعة لسانت مارتن, مع 66 حالة مؤكدة وحوالي 181حالة مشتبه بها . وكانت المرة الأولى في الأمريكتين التي ينتشر فيها المرض إلى البشر من مجموعة من البعوض المصاب.
بحلول منتصف يناير 2014، تم تأكيد عدد من الحالات في خمس دول: سانت مارتن، وسانت بارتيليمي ، ومارتينيك ، وجوادلوب ، وجزر فيرجن البريطانية .  وفي بداية شهر أبريل/نيسان، أبلغت عشر دول على الأقل عن وجود حالات. وبحلول بداية شهر مايو/أيار، كان هناك أكثر من 4100 حالة محتملة، و31 ألف حالة مشتبه بها في 14 دولة، بما في ذلك غيانا الفرنسية ، الدولة غير الجزرية الوحيدة التي تم الإبلاغ عن حالة واحدة على الأقل فيها. في الأول من مايو، أعلنت وكالة الصحة العامة الكاريبية (CARPHA) عن وباء الفيروس في جميع أنحاء منطقة البحر الكاريبي. 
بدأ من 21 يناير 2014، لم يتم الإبلاغ عن أي حالات في بورتوريكو .  ولكن بحلول 15 يوليو/تموز 2014، تم الإبلاغ عن أكثر من 400 حالة، وتعتقد السلطات الصحية أن عدد الحالات الفعلية (أي بما في ذلك الحالات غير المبلغ عنها) كان أعلى من ذلك بكثير.  وبحلول نوفمبر/تشرين الثاني 2014، أفادت منظمة الصحة للبلدان الأمريكية بوجود نحو 800 ألف حالة مشتبه بها من حمى شيكونغونيا في منطقة البحر الكاريبي وحدها. 

## 2014: الولايات المتحدة
في 17 يوليو 2014، تم الإبلاغ عن أول حالة من تشيكونغونيا مكتسبة في الولايات المتحدة في فلوريدا من قبل مراكز السيطرة على الأمراض والوقاية منها في رجل لم يسافر حديثا خارج الولايات المتحدة.  بعد فترة وجيزة من إبلاغ عن حالة أخرى من شخص في فلوريدا مصاب بالفيروس ، بعد أن لم يسافر خارج الولايات المتحدة. 
انت هاتان الحالتان هما أول حالتين انتقل فيهما الفيروس مباشرة عن طريق البعوض إلى أشخاص في البر الرئيسي للولايات المتحدة.  وبعيدًا عن الإصابات المكتسبة محليًا، تم الإبلاغ عن 484 حالة أخرى في الولايات المتحدة اعتبارًا من 5 أغسطس 2014. 
بدأ من 11 سبتمبر 2014، بلغ عدد الحالات المبلغ عنها في بورتوريكو لذلك العام 1636 حالة.  وبحلول 28 أكتوبر/تشرين الأول، ارتفع هذا العدد إلى 2974 حالة مؤكدة مع أكثر من 10 آلاف حالة مشتبه بها. 

## 2014: فنزويلا
في سبتمبر 2014، ذكرت الجامعة المركزية في فنزويلا أنه قد يكون هناك ما بين 65 ألفًا و117 ألف فنزويلي مصابين بمرض شيكونغونيا.  صرحت وزيرة الصحة نانسي بيريز أن 400 فنزويلي فقط أصيبوا بمرض شيكونغونيا  

## 2014: فرنسا
في 20 أكتوبر/تشرين الأول 2014، تم الإبلاغ عن 11 حالة إصابة محلية بمرض شيكونغونيا في مونبلييه ، لانغدوك روسيلون ، في جنوب فرنسا. كما تم الإبلاغ عن 449 حالة مستوردة من حمى شيكونغونيا في جميع أنحاء فرنسا خلال الفترة من مايو إلى نوفمبر 2014. 

## 2014: كوستاريكا
و بدأ من ديسمبر 2014، كان لدى كوستاريكا 47 حالة إصابة بمرض شيكونغونيا، 40 منها نشأت في الخارج، بينما تم اكتساب 7 حالات منها محليًا. 

## 2014: البرازيل
وفي يونيو/حزيران 2014، تم تأكيد ست حالات إصابة بالفيروس في البرازيل، اثنتان منها في مدينة كامبيناس في ولاية ساو باولو. وتتعلق الحالات الستة بجنود من الجيش البرازيلي عادوا مؤخراً من هايتي، حيث شاركوا في جهود إعادة الإعمار كأعضاء في بعثة الأمم المتحدة لتحقيق الاستقرار في هايتي .  وقد تم إصدار هذه المعلومات رسميًا من قبل بلدية كامبيناس، والتي تعتبر أنها اتخذت الإجراءات المناسبة. 

## 2014: السلفادور
في 25 سبتمبر/أيلول 2014، أعلنت السلطات الرسمية في السلفادور عن وجود أكثر من 30 ألف حالة مؤكدة من هذا الوباء الجديد. 

## 2014: المكسيك
في 7 نوفمبر 2014، أعلنت المكسيك عن تفشي مرض شيكونغونيا، الذي تم اكتسابه عن طريق الانتقال المحلي، في ولاية تشياباس الجنوبية. ويمتد تفشي المرض عبر الساحل من الحدود مع غواتيمالا إلى ولاية أواكساكا المجاورة. وأفادت السلطات الصحية بوجود حمولة تراكمية قدرها 39 حالة مؤكدة مخبريًا (بحلول نهاية الأسبوع 48). ولم يتم الإبلاغ عن أي حالات مشتبه بها. 

## 2014–2015: كولومبيا
تم تأكيد الحالات الأولى رسميًا في يوليو 2014.   بين ذلك الشهر ونهاية عام 2014، وفقًا لتقرير معهد الصحة الكولومبي ( المعهد الوطني للصحة - INS باللغة الإسبانية</link> )، كان هناك 82,977 حالة مؤكدة سريريًا و611 حالة مؤكدة من خلال الاختبارات المعملية، مما رفع إجمالي الحالات المؤكدة خلال عام 2014 في كولومبيا إلى 83,588 حالة، أدت 7 منها إلى الوفاة.   تم الإبلاغ عن هذه الحالات في المناطق التالية: أمازوناس، أتلانتيكو، أراوكا، أنتيوكيا، بارانكيا، بوليفار، بوياكا، كالداس، قرطاجنة، كازاناري، كاوكا، سيزار، قرطبة، كونديناماركا، هويلا، لاغواخيرا، ماغدالينا، ميتا، بوتومايو، نارينيو، نورتي دي سانتاندير، سوكري، سانتاندير، سانتا مارتا، ريسارالدا، توليما، سان أند ريس و فالي ديل كاوكا.   وفقًا لوسائل الإعلام، اعتبارًا من يناير 2015، أصدرت مدينة رئيسية واحدة على الأقل ( ميديلين ) تنبيهات صحية بسبب انتشار الوباء.  وبحلول يناير/كانون الثاني 2015، كان الوباء في مرحلة التوسع الأولية، ويتوقع المعهد الوطني للصحة الكولومبي (المعهد الوطني للصحة - INS) أن يصل العدد الإجمالي للحالات إلى نحو 700 ألف حالة بحلول نهاية عام 2015 بسبب السفر المكثف للسياح داخل البلاد من وإلى المناطق التي تم تأكيد حالات المرض فيها والتي يعتبر الناقل المحلي لها A. aegypti .    ومن المتوقع أن يصبح المرض متوطنًا ويستمر في الانتشار، مع نمط من تفشي المرض يشبه حمى الضنك ، وذلك بسبب حقيقة أن كل من الناقل والخزانات الطبيعية متوطنة في مناطق واسعة من البلاد. 
في 24 سبتمبر 2015 ، وزارة الصحة والحماية الاجتماعية كولومبيا أعلنت رسميا البلاد خالية من الشيكونغونيا. كان هناك 441000 حالة تم الإبلاغ عنها لكن الحكومة قدرت أن يصل عدد المصابين إلى 873000.

## 2019: جمهورية الكونغو
تم الإبلاغ عن أول حالة في 7 يناير 2019 في ديوسو ، جمهورية الكونغو ، وأعلنت الحكومة عن تفشي المرض في 9 فبراير. بحلول 14 أبريل، تم الإبلاغ عن 6149 حالة مشتبه بها، حيث كانت مقاطعة كويلو هي الأكثر تضرراً (47% من الحالات)؛ كما تم الإبلاغ عن حالات مشتبه بها في مقاطعات بوانزا ، وبرازافيل ، وليكومو ، ونياري ، وبلاتوكس ، وبوانت نوار ، وبول . ولم يتم الإبلاغ عن أي وفيات. 